# マンツィアーナ
マンツィアーナ（伊: Manziana）は、イタリア共和国ラツィオ州ローマ県にある、人口約7,800人の基礎自治体（コムーネ）。

## 地理

### 位置・広がり
ローマ県北西部のコムーネ。

#### 隣接コムーネ
隣接するコムーネは以下の通り。括弧内のVTはヴィテルボ県所属を示す。
- ブラッチャーノ
- カナーレ・モンテラーノ
- オリオーロ・ロマーノ (VT)
- トルファ

### 気候分類・地震分類

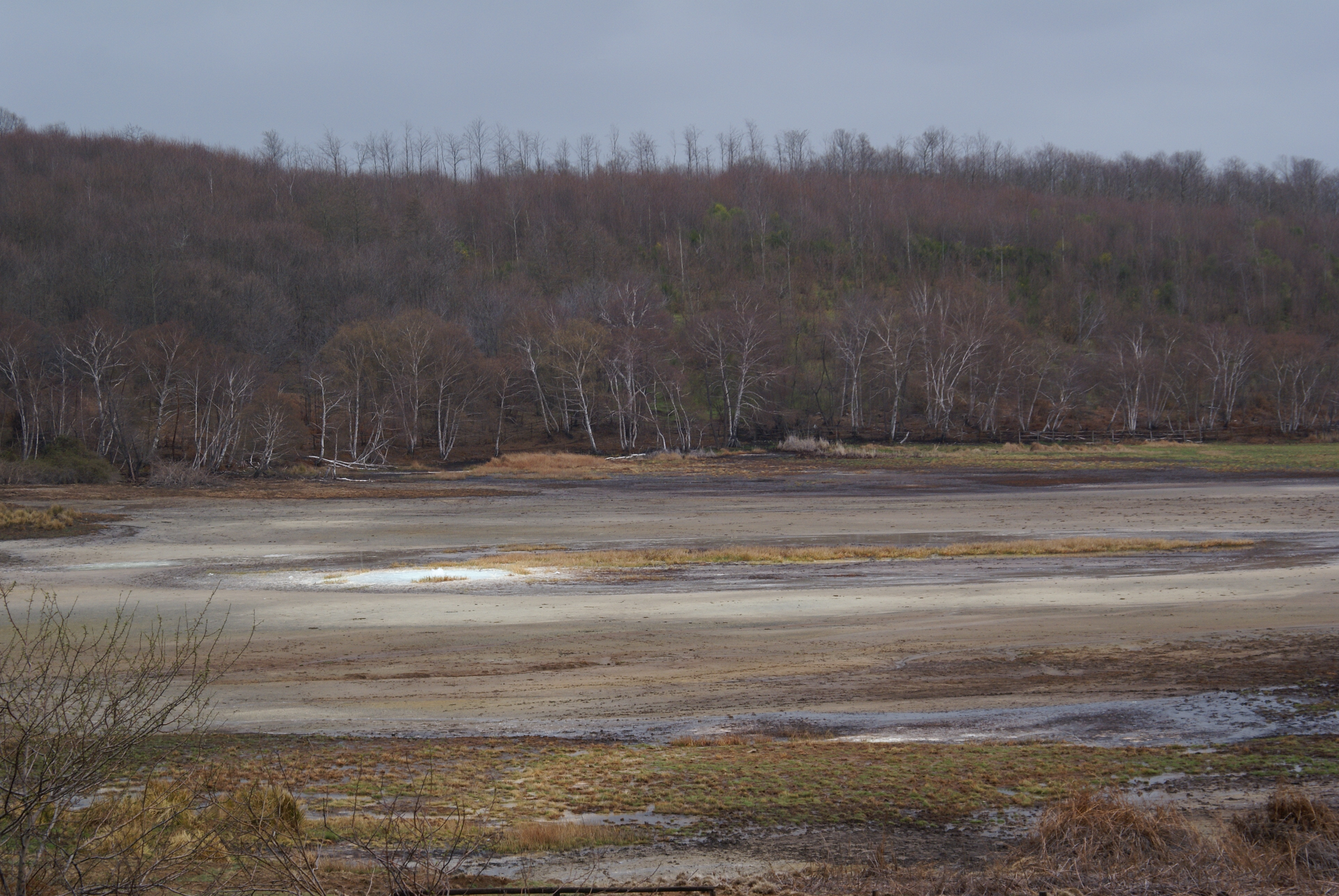
Caldara di Manziana

マンツィアーナにおけるイタリアの気候分類 (it) および度日は、zona D, 1936 GGである。
また、イタリアの地震リスク階級 (it) では、zona 3B (sismicità bassa) に分類される。